# Brenton Tarrant
Brenton Harrison Tarrant (* 27. Oktober 1990 in Grafton, New South Wales) ist ein australischer Rechtsterrorist und Massenmörder. Er beging am 15. März 2019 einen Terroranschlag auf zwei Moscheen in Christchurch in Neuseeland und ermordete dabei 51 Menschen.

## Leben
Brenton Tarrant stammt aus Grafton im australischen Bundesstaat New South Wales. Er hat eine Schwester. Sein Vater, der Arbeiter war, beging 2010 im Alter von 49 Jahren Suizid aufgrund seiner Erkrankung an Krebs. Seine Mutter arbeitet als Lehrerin.
Tarrant arbeitete bis 2010 in seiner Heimatstadt als Trainer in einem Fitnessstudio. Mit dem vom Vater geerbten Geld bereiste Tarrant ab 2010 Europa und Asien. Nach anderen Berichten soll er das Geld für die Reisen mit dem Handel mit der Kryptowährung Bitconnect verdient haben. Er reiste unter anderem nach Serbien, Bulgarien, Bosnien-Herzegowina und Nordkorea.
Im Jahr 2017 zog er nach Dunedin in Neuseeland. Dort wurde er Mitglied im Bruce Rifle Club. Ab November 2017 besaß er einen neuseeländischen Waffenschein. Am 5. Januar 2018 spendete er Martin Sellner, dem Leiter der rechtsextremen Identitären Bewegung in Österreich, 1500 Euro. Wie sich später herausstellte, hatten er und Martin Sellner danach mehrmals schriftlichen Kontakt, wobei sie sich gegenseitig Bier und Kaffee versprachen.
Am 15. März 2019 verübte Tarrant in Christchurch einen Terroranschlag auf zwei Moscheen und erschoss dabei 51 Menschen im Alter von drei bis einundsiebzig Jahren. Weitere 50 Personen wurden verletzt. Tarrant wurde zusammen mit drei weiteren Verdächtigen noch am selben Tag verhaftet und äußerte, sich vor Gericht selbst verteidigen zu wollen.

## Ideologie
Tarrant tauschte sich in rechtsextremen Foren wie 8chan aus. Auf den Facebook-Seiten der rechtsextremen Organisationen United Patriots Front und True Blue Crew in Australien, die inzwischen abgeschaltet wurden, hinterließ Tarrant vor dem April 2016 mehr als 30 Kommentare, in denen er ihre antiislamische Position lobte und den Führer der United Patriots Front Blair Cotrell als „Emperor“ („Kaiser“) hervorhob.
Kurz vor seinen Morden stellte Tarrant ein 74-seitiges Pamphlet ins Netz, das den Titel Der große Austausch trägt (im englischen Original: The Great Replacement – Towards a New Society). Darin verweist er an über einem Dutzend Stellen auf Umweltfragen und den Klimawandel. Über sich selbst schreibt er: „Ich bin ein ethnonationalistischer Ökofaschist“. Das Manifest besteht aus einer Mischung aus rechtsextremen Verschwörungstheorien, völkisch-rassistischen Theorien der White Supremacy und Anleihen an die Sprache und Inhalte neofaschistischer Internetaktivisten.
Darin erklärte er, keiner bestimmten Organisation anzugehören und die Attacken in Christchurch in den vorangegangenen drei Monaten geplant zu haben; er wolle Angst unter Muslimen schüren. Mit der Legende vom „Großen Austausch“, wonach an einem „Austausch“ der Bevölkerung in Europa gegen eine muslimische Bevölkerung gearbeitet werde, griff er Ideen der Neuen Rechten auf und bezeichnet die deutsche Bundeskanzlerin Angela Merkel als „Mutter aller antiweißen und antigermanischen“ Vorgänge. Im Titel nahm er Bezug auf die von der neurechten Identitären Bewegung verbreitete Verschwörungstheorie des „Großen Austausches“. Er hatte mehrmals Kontakt mit dem führenden Ideologen der österreichischen Identitären Martin Sellner.
Muslime bezeichnete Tarrant als eine Gefahr, die es auszulöschen gelte. Als „die größten Feinde der weißen Rasse“ und Helfer der „Gefahr Islam“ nannte er neben der deutschen Bundeskanzlerin Angela Merkel auch den türkischen Präsidenten Recep Tayyip Erdoğan und Sadiq Khan, den ersten islamischen Bürgermeister von London. Er rief zu Attentaten auf die drei Politiker auf.
Tarrant stellte auch einen Bezug zu Kriegen auf dem Balkan her. Bei der Tat spielte er in seinem Autoradio Željko Grmušas Marsch Karadžiću vodi Srbe svoje (Karadžić, führe deine Serben), das von serbischen Tschetniks im Bosnienkrieg von 1992 bis 1995 verwendet wurde.
In seinem Pamphlet bezog er sich auch auf den Attentäter Anders Breivik. Von ihm habe er sich „wahre Inspiration“ geholt. Seine Tat ähnele in Vorgehen und Motiv den Anschlägen Breiviks im Jahr 2011, bei denen 77 Menschen ermordet wurden. Wie Breivik gab Tarrant in seinem die Tat begleitenden Schreiben die „Verteidigung gegen Eindringlinge“ als zentrales Motiv an. Tarrant schrieb, er habe auch die Schriften von Dylann Roof, dem Attentäter von Charleston, gelesen.

## Prozess
Brenton Tarrant wurde im Mai 2019 wegen Terrorismus und Mordes in 51 Fällen sowie versuchten Mordes in 40 Fällen angeklagt. Bei der öffentlichen Bekanntgabe der Beschuldigungen waren mehr als 200 Menschen, darunter Familienangehörige von Opfern und Überlebenden, zugegen. Hatte er im Juni 2019 noch alle Anklagepunkte von sich gewiesen, bekannte er sich im März 2020 schließlich schuldig. Ende August 2020 wurde Tarrant zu lebenslanger Haft ohne die Möglichkeit auf vorzeitige Entlassung verurteilt. Die Verhängung eines solchen Strafmaßes hatte es in Neuseeland bis dahin nicht gegeben.
Mehrmals versuchte er nach der Urteilssprechung vergebens, das Urteil gerichtlich anzufechten. Neuseelands Premierministerin Jacinda Ardern erklärte dazu: „Ich habe vor langer Zeit versprochen, den Namen des Terroristen vom 15. März nicht öffentlich zu nennen. Seine Geschichte sollte nicht erzählt werden, und sein Name sollte nicht wiederholt werden.“ Die Federation of Islamic Associations of New Zealand spricht von einem weiteren Versuch, das Justizwesen für Hassreden zu missbrauchen und neue Anhänger zu gewinnen. Dies zeige, dass Tarrant keine Reue empfinde.